# Fantome
『Fantôme』（ファントーム）は、日本のシンガーソングライター、宇多田ヒカルの6thアルバム。2016年9月28日にUNIVERSAL MUSICのVirgin MusicよりSHM-CDで発売された。2010年～2016年の「人間活動」と称した活動休止からの復帰後初のアルバムで、オリジナル・アルバムとしては8年半ぶりのリリースとなる。アルバムには、映画『ヱヴァンゲリヲン新劇場版:Q』テーマソングの「桜流し」や、NHK連続テレビ小説『とと姉ちゃん』主題歌の「花束を君に」、「news zero」のテーマソング「真夏の通り雨」をはじめとする全11曲が収録されている。
本作は、2013年に亡くなった宇多田の母・藤圭子に捧げる作品となっている。アルバムは「日本語で歌うこと」をテーマに制作され、宇多田の住むロンドンで主要なレコーディングが行われた。レコーディングには基本的に現地のミュージシャンが参加した。打ち込み主体の前作と違って本作では「生バンドによるプロダクション」も特徴の1つとなっており、世界的なポップスのトレンドである緻密にしてシンプルなアレンジを基礎構造にもつ仕上がりとなっている。エンジニアは、グラミー賞受賞経験のあるスティーヴ・フィッツモーリスが務め、ストリングスの共同アレンジにはサイモン・ヘイルが迎えられた。アルバムには、以前から宇多田と親交のあった椎名林檎や、ラッパーのKOHH、Tokyo Recordingsの小袋成彬の3人が客演している。
本作は、プライベートな喪失の痛みを普遍的なポップソングに昇華している点などが評価され、第58回日本レコード大賞では最優秀アルバム賞を受賞し、またCDショップ大賞なども受賞した。大衆的にも成功をおさめ、オリコンランキングで4週連続1位を記録。Billboard Japan Hot Albumsでは2016年度年間首位を獲得したほか、CD出荷枚数と配信売上の合算でミリオンセールスを記録した。このように本作は名実ともに2016年を代表する作品となっている。また本作は、『ミュージックマガジン』の「特集 [決定版] 2010年代の邦楽アルバム・ベスト100」にて、第12位に選出されている。

## 背景とリリース
宇多田ヒカルは、デビューから12年が経った2010年に、「人間活動」と称して音楽活動を休止していた。2013年8月に母・藤圭子を亡くした当時について、宇多田はインタビューで次のように語った。「気持ち的にも、あまりにも母親がわたしにとって音楽そのものだったんで、『音楽とか歌詞とか、ああ無理、歌うのも、ああもうできない！』って、その時は思って」「『あ、もう人前には出られないな』ってほんと思いました、その時は。」その後宇多田は、2015年7月に第一子を出産することになる。その当時、次のような心境の変化が起こったと語った。
「『あ、わたし親になるんだ』って思ったら、急に『あ、仕事しなきゃ!』ってなったんですよ（笑）」
そして、本アルバムの制作に取り掛かったという。2015年7月3日、公式サイトにて、出産の報告と同時にニューアルバムが制作中であることが明かされた。これは大きな話題となり、ツイッター上でも“宇多田ヒカル”が一時トレンドワード入りを果たし、ファンから多くの祝福と期待のコメントが寄せられた。音楽ジャーナリストの宇野維正は、著書「1998年の宇多田ヒカル」(2016年、新潮新書)で、「最愛の母の死、再婚、初の出産を経て世に送り出す新たな音楽。きっと、それはこれまでの宇多田ヒカルの名曲の数々をすべて塗り替えてしまうような、まったく別次元のものになっているに違いない。」と記述した。2016年4月4日0時、オフィシャルウェブサイト「HIKKI'S WEBSITE」が更新され、石川竜一による新たなアーティスト写真が公開となり、宇多田ヒカルは再始動を果たした。同月15日には配信シングルとして、朝ドラ主題歌の「花束を君に」とニュース番組のテーマ曲「真夏の通り雨」をリリース。8月9日、ニューアルバムのタイトルが『Fantome』に決定したことを発表。あわせて収録曲、ジャケットビジュアルが公開された。9月16日には、ニューアルバム「Fantome」のリリース日と、客演アーティストが発表された。アルバムリード曲「道」は、全国FM/AM/短波 民放ラジオ101局による全国パワープレイに決定、ラジオ史上例がないPUSH曲となった。「道」の先行配信とアルバムのプレオーダーは9月14日から始まった。9月19日には、『ウルトラFES 2016』に出演、復帰後テレビ初登場を果たした。番組では、「桜流し」を歌唱したほか、パフォーマンス前にMCのタモリと対談した。
『Fantome』は、2016年9月28日にVirgin Recordsよりリリースされた。日本でのスタジオ・アルバムとしては『HEART STATION』以来およそ8年半ぶり、2009年に発表された英語作品『This Is The One』からはおよそ7年半ぶりとなっている。また、近年はCDに特典を付けるのが当たり前になってきている中、本作は通常盤一形態のみでの販売となり、話題を呼んだ。「Cut」編集長の古川晋は、「これだけの純度を持つアルバムが堂々たるポップミュージック作品として、特典も付けず通常盤1形態のみという種も仕掛けもない方法でリリースされることの意義は大きい。」とコメントしている。デビュー以来所属していたレコード会社・Virgin Records（旧東芝EMI→EMIミュージック・ジャパン）との契約が翌2017年2月までで満了となり、3月よりソニー・ミュージックレーベルズ傘下内のエピックレコードジャパンへ移籍した為、EMIおよびVirgin Records在籍時代のアルバムとしては本作が最後の作品となった。

## 制作と録音
宇多田は、今回のアルバム制作について、インタビューで次のように語った。
「今回のアルバム制作は『受け入れて、受け入れられる』というプロセスでした。」
また、「母（藤圭子）の死とともに全てが公になって、自分に課していたセンサーシップ（＝検閲）のようなものが無くなった。」「彼女が亡くなってすぐの頃は『もう音楽なんて書けないかもしれない』と思っていたが、いざ書き初めてみると、羽ばたくぐらい自由に言葉が選べた」という。アルバム制作が本格的に始まったのは、2015年の3月頃で、まず最初に完成した楽曲は「真夏の通り雨」だった。同曲は、妊娠中に唯一完成した楽曲だったという。次に作ったのが「花束を君に」だった。同曲のタイアップ先であるNHKの「連続テレビ小説」が国民的な番組だったということで、宇多田は「意識的にいつにも増して間口を広げる作詞をした」という。また、宇多田は同曲を書いた後に、自死遺族の会合に行っていたといい、そこで「亡くなった人に手紙をかくと、気持ちが整理できる」ということを聞き、そこで初めて自分が同曲の制作でそれをやっていたことに気が付いたと語った。宇多田はこれについて「手紙をしたためるという、考えて考えて言葉を紙に残すというプロセス。言葉に書き残すという作業は取り消せない。一言一句、責任を感じて書かなければならない」と語っている。そして、そのようにして「すごく勇気をもって、何も隠さず、強がらず」に書いた同曲が世に出たときに、その反応がすごくポジティブだったこと、「わかってくれている」「受け入れられている」と感じたことが嬉しく、また勇気となり、その後の制作にあたって背中を押されたという。そして、（この2曲を除く）アルバムのほとんどの曲の歌詞は、そこからの約3カ月で一気に書き上げられた。また、自ら過密なスケジュールの組み方をしたために、宇多田は今回の制作ではスケジュールが一番のプレッシャーだったと語っている。「道」「ともだち」「荒野の狼」「忘却」の制作では、このスケジュールの都合により、新たな作詞方法を導入していた。それは、まずキッチンに座り、ラップトップを開き、ヘッドフォンで流れてくるトラックを聴きながら、ひたすら聞こえてきた言葉や思ったことを打ち込んでいく作業だった。これにより、これまで稀に1年もかかることのあった作詞を、わずか2日ほどで完了させることができたという。宇多田は、アルバム完成時にTwitterで心境を吐露、その喪失感を綴った。また、ファンからの質問に答える企画「#ヒカルパイセンに聞け」では、ニューアルバムについてのファンの質問に、「俺、こんな作品二度と作れねーよ」「今回は全部の歌入れが終わった夜から、泣いたぜ」と答えた。

### コラボレーション
本作では様々なコラボレーションが行われた。「二時間だけのバカンス」では椎名林檎がフィーチャー。宇多田と椎名は2人とも1998年にデビューしており、翌99年10月に行われた東芝EMIの新人発表イベントに一夜限定ユニット『東芝EMIガールズ』を名乗って飛び入り参加するなど、当初から互いに親交があった。互いにコラボレーションの考えがありながらも長年実現していなかったが、アルバム制作にあたり正式に宇多田が椎名にオファーするという形でコラボレーションが実現した。互いのスケジュールの都合もあり、歌入れはデータでのやり取りだったという。「ともだち」には、当時インディーズレーベル「Tokyo Recordings」を設立・主催していた小袋成彬がボーカルで参加した。「ともだち」のサビの歌詞が出始めた段階で、「わたし1人でひっぱるのはつらい」と宇多田がディレクターに相談したところ、そのディレクターが以前から注目していた小袋を紹介されたという。彼の曲を聴いて気に入った宇多田は、すぐにコンタクトを取ってもらった。なお、小袋のみ「featuring」ではなく「with」になっているのは、曰く参加度合いの違いであり、宇多田の粋な計らいとのこと。「忘却」にはヒップホップアーティストのKOHHが参加した。同曲のトラックは2010、11年ころから存在しており、「忘却」にラップを入れることが決まり、宇多田が以前からファンだったKOHHにオファーしたという。制作に際して、まずKOHHから宇多田のロンドンの家に訪れた。初日は制作には取り掛からずに、食事に行き、お酒を飲みながら、お互いが最近聴いていた音楽を聴かせ合ったという。制作では、まず宇多田は、自分の歌うパートを聴かせた後に、「忘却」というタイトルの意図や自分の死生観、"忘却"と"記憶"について自分の思うことを、KOHHに話した。そのあとに、KOHHが幼いころに父親を亡くしていることや、いろいろ生い立ちや親との関係を互いに話し合ったという。宇多田は、長いラップパートが好きだということでKOHHに曲の冒頭1分30秒を丸ごと任せていた。そして、3日ほどしてKOHHが自分のヴァースの歌詞を完成させ、その後2回ほど修正を重ね、完成した。曲の最後に登場するオルガンは、KOHHからの提案だという。KOHHの歌入れのレコーディングは宇多田自身が担当した。宇多田の楽曲の歌詞に、宇多田以外の誰かの言葉が入るのはこの曲が初めてだった。

### レコーディング
本作の収録曲は、基本的にロンドンでレコーディングされた。ロンドンでは RAK StudiosやMetropolis Studios、Angel Studios、東京ではBunkamura Studioで行われた。「真夏の通り雨」の歌入れは、宇多田が妊娠後期に差し掛かっていたため、一度目は断念したといい、ほとんどの録音が日本で行われ、参加ミュージシャンも他楽曲と違って日本人が多くを占めている。本作では、ストリングスの共同アレンジャーとして、シャーデーのアンドリュー・ヘイルの兄弟であるサイモン・ヘイル（Simon Hale)が迎えられたほか、「桜流し」を除く全ての曲のミキシングは、U2やアデルやサム・スミスを担当するエンジニアのスティーヴ・フィッツモーリス（Steve Fitzmaurice)が手掛けた。スティーブとサイモンは2018年の宇多田の次作『初恋』にも全面的に参加しており、特にスティーブは、2021年現在まで活動再開後の宇多田の全楽曲のミックスを行っている。ボーカルレコーディングはすべて小森雅仁が担当し、最終的に別録りのボーカルトラックとバッキングトラックをスティーブがミックスしている。アルバムのマスタリングは、トム・コイン（Tom Conye)が手掛けた。
レコーディングには、基本的に宇多田の活動拠点となっているロンドンのミュージシャンが参加した。ドラムには、「俺の彼女」「花束を君に」「人魚」でベテランの売れっ子セッション・ドラマーのイアン・トーマス（Ian Thomas)が参加。「二時間だけのバカンス」「人魚」「荒野の狼」「忘却 featuring KOHH」「人生最高の日」ではサム・スミスのドラマーとしても知られているシルヴェスター・アール・ハーヴィン (Sylvester Earl Harvin)が演奏している。また、「二時間だけのバカンス」「荒野の狼」のベースをジョディ・ミリナー（Jodi Milliner)が、「俺の彼女」「花束を君に」「真夏の通り雨」「荒野の狼」「人生最高の日」のベース＆ギターをベン・パーカー（Ben Parker)が担当した。ジョディとベンは、2020年現在まで宇多田の作品に度々参加している。なお、この2人と前述のアールは、2018年の宇多田の全国ツアー『Hikaru Utada Laughter in the Dark Tour 2018』にも参加した。また、「ともだち with 小袋成彬」「荒野の狼」では、ベースのフランシス・ヒルトン (Francis Hylton)、トランペットのシド・ゴウルド (Sid Gauld)など、インコグニートのメンバーが参加している。そのほかにも、トロンボーンをマーク・ナイチンゲール (Mark Nightingale)が、サックスをアンディ・パナイ　(Andy Panayi)が演奏している。また、「ともだち」に参加したパーカッション奏者のウィル・フライ（Will Fry)は、2020年に「誰にも言わない」で再び宇多田作品に参加した。
アルバムのうちの数曲には、日本人ミュージシャンも参加している。「二時間だけのバカンス」のギターには田中義人が参加したほか、「人魚」のハープは朝川朋之が演奏している。朝川は、本アルバムの大ヒットを記念して行われた宇多田のネットイベント「30代はほどほど。」にも参加し、宇多田が「人魚」を披露する際にバックでハープを演奏した。「真夏の通り雨」は、前述の通り参加ミュージシャンのほとんどが日本人であり、玉田豊夢がドラムを、山口寛雄がベースを、デビューから宇多田に関わってきた河野圭がピアノを演奏した。収録曲のうち、「桜流し」だけは4年前の2012年に日本で録音されており、参加ミュージシャンも全員が日本人である。同曲では、編曲にも参加した前述の河野がピアノを、小笠原拓海がドラムを、種子田健がベースを、活動休止前の宇多田の作品に度々参加してきた今剛がギターを演奏した。

## テーマと音楽性
このアルバムは、宇多田が2013年に亡くなった母・藤圭子に捧げる作品として、2015年3月から本格的に制作が開始された。制作開始の1年半ほど前から『次のアルバムは日本語で歌うことがテーマ』と公言し、わずかに英語とフランス語が用いられているものの、歌詞はほぼ日本語で書かれている。日本語のポップスで勝負しようと決めていたので、それに合わせて歌い方も変え、言葉をしっかりと伝えるために以前よりも丁寧に歌っている。また日本語の歌は声と歌詞が前面に出てこないと成立しないので、今作ではトラックも極力少なくしている。またインタビューでは、「俺の彼女」や「ともだち」などの楽曲を挙げ、「今回はジェンダーを越えるというテーマもあった」と語った。
アルバムタイトルは、輪廻という視点から「気配」という言葉を採用。それまでのような英語のタイトルを付けるのは違う気がしたが、かといって日本語で思いつく言葉は重過ぎて適当ではないと考え、フランス語で「幻」や「気配」を意味する「Fantôme」を選んだという。インタビューでは、このタイトルについて「私という存在は母から始まったんだから、彼女の存在を“気配”として感じるのであればそれでいい」と語っている。

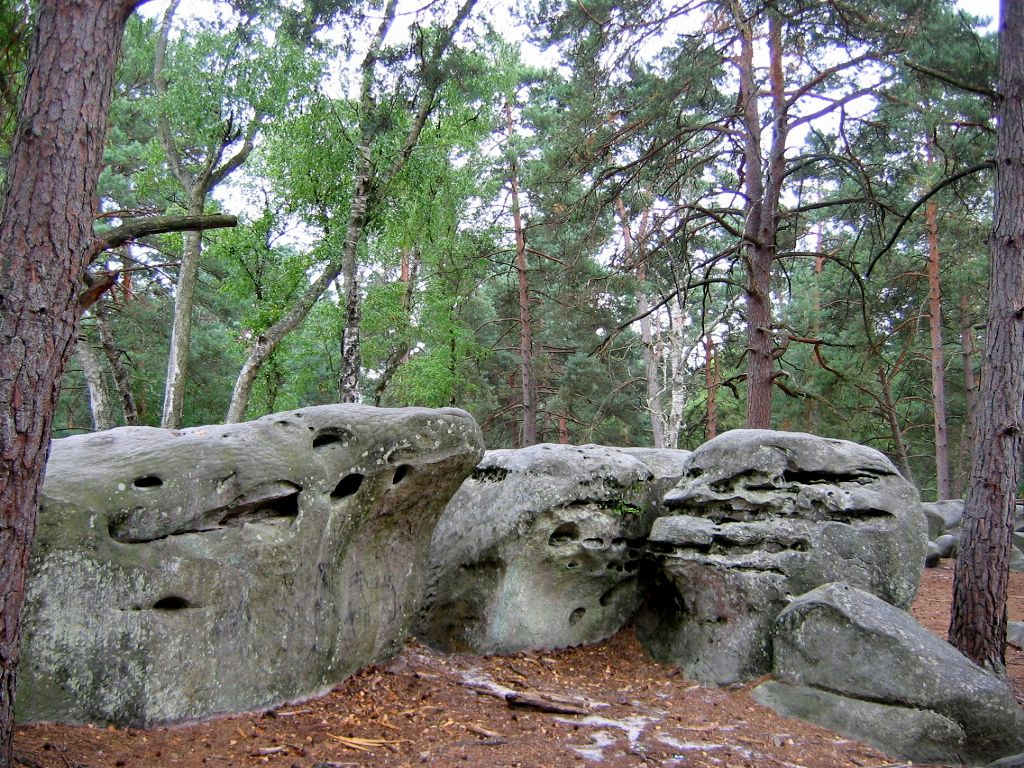
アートワークの撮影が行われたフォンテーヌブローの森

アルバムのジャケット写真とアーティスト画像を手がけたのはフランス在住のカメラマン、ジュリアン・ミニョー。宇多田からのオファーを受けて撮影に至った。二人は、2011年にバイオリニストの庄司紗矢香の仲介で初めて会ったという。撮影は、パリのスタジオと、フォンテーヌブローの森で行われた。ジュリアンは、宇多田のアルバムの楽曲を聴き、「暗闇の中に浮かぶおぼろげな光みたいなもの」を感じ取ったと語った。また、フォンテーヌブローの森での撮影は、日没間際を狙い、少しぼやけたような質感に仕上げたとインタビューで答えた。宇多田は最初から、彼のことを信頼して任せており、「像はブレていても存在の強さを感じる写真がいい」と言っていたので、彼の撮影を気に入ったという。また宇多田はジャケット撮影に際し、母の面影を忠実に再現するため、胸につくまで伸ばしていたロングヘアを大幅にカットした。

### 音楽性
『Fantome』は、打ち込み主体の前作『HEART STATION』と打って変わってほとんどの楽曲が生楽器編成となっており、宇多田は作詞・作曲・プログラミングはもちろん、ストリングスやブラスのアレンジまでも行っている。また、生楽器を効果的に使いながらも、音量を上げても決して耳に痛くないサウンドに仕立てられており、bedの山口将司は本作について「無駄な音が鳴っていない」と述べ、「その音像は全て、宇多田ヒカルの声と言葉、メロディーをよりダイレクトに強く届けるが為に作り上げられているようにも感じる。」と語った。また本作は、「日本語のポップス」であることを貫きながらも、世界的なポップスのトレンドである緻密にしてシンプルなアレンジを基礎構造にもつ仕上がりとなっている。リズムトラックの配置、音数やメロディーの流れに関してフランク・オーシャンを始めとする現行最新型R&BやHIP HOPの影響、類似性を感じさせるとする指摘もある。Real Soundの宗像明将は、「道」や「ともだち」、「荒野の狼」といった楽曲のリズムやブラスアレンジにアフロの匂いがすると述べている。宇多田がすべて自ら行うことで有名なコーラスワークは健在だが、今作では「吐息」までもが意識して用いられている。また、ピアノやストリングスやアコースティック・ギターの生音が大きな存在感を持つ曲が多い点で、アデルを想起する人が多いとも指摘されている。ele-kingの泉智はこれについて、「それは国民的なポップ・スターとしての存在感、という意味ではなるほど頷けるものの、しかしすくなくとも純粋に音楽的にいえば、どちらかといえばコンサヴァティヴなたたずまいのアデルに比べて、卓越したグッド・リスナーとして吸収したエッジーな音楽的要素を独自に消化し、普遍的なポップスに組み上げる宇多田ヒカルの手腕は際立っている。」と指摘している。

## 楽曲解説
道
アルバムのリードトラックであり、宇多田自身の手によってプログラミングされたシャープで吹っ切れたダンス・ポップ。リズムトラックには、ソカやカリプソなどのリズムが用いられている。この曲の歌詞によってアルバム『Fantome』が完成したという。ラジオ解禁の際には、「アルバムの1曲目は明るく『元気です。行きますよー!』って感じでスタート。」とコメント。宇多田自身、この曲を「アルバムのメインテーマを担う曲」と位置付けている。
俺の彼女
ダブル・ベースに誘われた濃厚なバンド・セットが印象的な楽曲。男性にとって都合の良い彼女像との格闘が描かれている。曲が進むにつれ、仏語を交えた戯曲風の展開になる。CDJournalはこの曲を「やさぐれたブルース歌謡風な導入から、男性と女性それぞれの視点で語られる宇多田ヒカル版『男はつらいよ』」「仏映画のような空虚と欲望とがさまようシリアスな曲」だと指摘している。現場のディレクターの、「なんかちょっとミュージカルっぽいよね。」という一言から歌詞が広がったという。
花束を君に
配信限定シングルとして発売され、朝ドラ主題歌として大ヒットした本楽曲は、宇多田が「原点」と語る藤圭子への思いを綴った曲である。しかし国民的な番組の主題歌でもあったので、オフコースやチューリップ、休んでいた頃に好んで聴いていたエルトン・ジョンの『Tiny Dancer』（邦題：『可愛いダンサー～マキシンに捧ぐ』／'71年）などをイメージして、色々なリスナーに当てはまるよう普段より間口を広げて作詞をして、軽やかで“開いた”曲を目指したという。サウンド・プロダクションはシンプルで音数も少なく、全体的に生楽器を用いたオーガニックなアレンジとなっている。サビや後半のコードやメロディの節回しがゴスペルやR&Bを感じさせると指摘されている。
二時間だけのバカンス featuring 椎名林檎
60年代を感じさせるギターアルペジオと艶美なストリングスの音色が印象的で、ソウル・ポップス的な薫りを放つミディアム・チューン。内容は「日常と非日常の危うい関係」が歌われており、「不倫」や「同性愛」的な雰囲気を感じさせるとする解釈もある。また、「椎名林檎的コード感の世界に宇多田ヒカルが敢えて踏み込んでみせている」という指摘もある。
人魚
爪弾かれるハープのアルペジオが心地よい一曲。中盤からドラムを添えたミニマルなミディアム・トラックが展開するなかで、優しく包み込みながらも、淡く儚い死生観が読み取れるような詞世界が印象的である。「母の死後、もう音楽を作れないかもしれない、と思ってた時に、ギターを弾いてたらふと出来てしまった曲」だという。切り絵作家の辻恵子が手掛けた「花束を君に」のPVに登場する人魚のモチーフを引き継いでいる。宇多田は、「美しい日本語の曲を作る」という高い理想を持って臨んだことで、作詞に苦労したとインタビューで語った。
ともだち with 小袋成彬
ヒップホップ的なリズム・セクションで始まり、ベーシストが滑らせる心地よいベースが特徴的なアッパーチューン。アコギのアルペジオやホーンを導入し、シティポップ路線も意識したやわらかな作風が特色。「同性愛者の同性愛者ではない友達への恋を歌った曲」である。
真夏の通り雨
『花束を君に』同様、配信限定シングルとして発売され、ピアノとストリングスを主軸としたシンプルなサウンド・プロダクションが特徴的なバラード。宇多田が母の死後、最初に書いた楽曲である。「美しいと思える日本語を目指した」という歌詞やその内容、楽曲の音楽的な完成度などに対し、多方面から称賛が送られている。ハイハットやスネアといったものが一切使用されておらず、バスドラムだけが鼓動のような響きのビートを刻んでおり、他にもサビの後ろで鳴っているストリングスの音が不協和音としてアクセントになっているなど、斬新な手法が散りばめられている。千葉大学文学部の石井正人教授は、この曲の本質は、母を不幸な一人の状態で死の国へ旅立たせてしまったことに対する心の痛み――命の流れと巡回の不可分の一部であるその痛み――を忘れられない繊細すぎる優しい心の悲しみであると指摘している。
荒野の狼
勇ましいホーンが響くファンク・チューン。黒いベースとチキチキしたドラムに吐息を絡ませたヴァースがヒップホップ的だと指摘されている。曲名は、ヘルマン・ヘッセの同名の小説からとられた。アルバムのレコーディングの際、前述の小袋成彬が小説の話題を出したことから決まったという。なお、仮タイトルは「ネコ」だった。
忘却 featuring KOHH
アルバムの中でも特に異彩を放つ楽曲で、イントロはノイズに始まり、心臓の音が重く鳴る中でアンビエント的なストリングスが風景を覆い尽くす。精神の闇を漂うようなトラックの上に乗るKOHHのヴァースは、スピリチュアル・ミュージックとしてのラップであるという点で、日米のヒップホップにおいて非常に特異であることが指摘されている。KOHHの歌詞の部分は、彼が宇多田の意を汲んで自ら書いた。ライターのimdkmは、著書「リズムから考えるJ-POP史」で、ほかの楽曲でも見られるKOHHの独特な譜割が「忘却」でも現れていると指摘している。宇多田は「生き方を考えることは死に方を考えることと同義」「これまでの人生を振り返りながらこれから向かうところに思いを馳せた」とコメント。「いつか死ぬ時　手ぶらがbest」という最後の一行に全てが凝縮されていると語った。
人生最高の日
サム・スミスの「Stay with Me」でも響いていたシルヴェスター・アール・ハーヴィンの抜けのいいスネアに後押しされ、宇多田のソロ・ヴォーカルが跳ねるポップな一曲。宇多田本人はこの曲について「（アルバムの中で）異色の歌詞」だと語っている。CDJournalは、「〈 シェイクスピアだって驚きの展開～ 〉や一瞬タメを作ってからの“いつもと同じ”の歌唱に、安堵の感とセンスの才能が垣間見える。」と指摘している。
桜流し
アルバムのラストを飾り、本アルバムの中で唯一の、母・藤圭子が亡くなる前の楽曲であり、仏教的な諸行無常の死生観がモチーフになっている。曲の後半には、ソリッドに鳴るエレキギターや、地鳴りのようなドラムが入ってきて盛り上がりが増し、この曲唯一のサビへと展開していく。この後半の展開については、コールドプレイやシガー・ロスを彷彿させるロック的ダイナミズムを指摘する声がある。宇多田はインタビューで、「時間の経過、壁を感じるけど、内容的にはちゃんと置きどころがあった」とコメント。「最後にしか置きようがなかった」とも語っている。批評家の杉田俊介は、同曲について「宇多田ヒカルからの東日本大震災に対するアンサーのひとつ」と考え、「宇多田が培ってきた祈りや信仰のようなものを極限的な形で表現したもの」だと指摘している。

## プロモーション
本作は、特典なしの1形態販売でセールス約70万枚という、異例のヒットを記録した。これは、作品の内容はもちろん、「楽曲のみ」「コメントテキスト」「歌ってしゃべる映像」と宇多田の露出を段階的に増やしていったメディア戦略が功を奏した結果でもあると考えられている。
アルバム『Fantome』のプロモーションは足掛け2年ほどかけて行われていたが、世間に最初に大きく露出したのは2016年4月の、「花束を君に」が主題歌となっている朝ドラ開始と、ニュース番組のエンディングテーマとしてアルバムの1曲「真夏の通り雨」が流れたときだった。宇多田のデビュー以来、マーケティング・プロデュースを務めてきた梶望は、本作のプロモーションにあたって、「宇多田ヒカルの楽曲の価値を知ってもらい、その楽曲を聞くことの価値を見いだしてもらうため、宇多田ヒカル本人にフォーカスを当てるのではなく、ニューアルバムのコンセプトでもあった彼女の声と歌詞にフォーカスすること」を考えたという。また梶は、「いきなり宇多田がテレビに出演するなど視覚に訴えると一過性の話題となり、作品の魅力が伝わりにくい。彼女の最大の魅力である楽曲、特に“歌声と歌詞”がフォーカスされるようにと考えた」とも語った。朝ドラとニュース番組のタイアップを決めたのも、声と歌詞を理解して共感してもらえる、教養の高い層が視聴する番組でのオンエアが必要と考えたからだった。2016年に入り宇多田の活動再開が近づくと、徐々に楽曲を温めていくことを目的とした「NEW-turn Project」を立ち上げた。同サイトでは、ハッシュタグ付きのつぶやきや楽曲ダウンロード、有線リクエスト、カラオケでの選曲など、アクションがあるたびに枯れ木の桜が満開になる仕掛けがされており、楽曲にフォーカスして会話をしてもらうことが狙いにあったという。また、4月のタイアップのタイミングで「花束を君に」と「真夏の通り雨」のミュージックビデオも公開するが、ビデオにはあえて本人は登場させず、タイアップ番組のイメージに合うように制作されている。また、同時に「『Fantome』歌詞特設ページ」*も開設し、曲名をハッシュタグでつぶやいたツイートを表示させることで、より声と歌詞についての会話を広げようとしている。ここまで楽曲にフォーカスしてプロモーションしてきたが、ファンの間からは本人の登場を望む声が出てくると、新たに「#ヒカルパイセンに聞け」というQ&Aサイトを開設。同サイトでは、Twitterで募集したファンの質問に宇多田本人が答えているが、ここでも本人のビジュアルは登場していない。梶が宇多田本人のビジュアルを登場させたのは、アルバムが実際に発売される9月に入ってからだった。同月、4月に配信限定リリースされた「花束を君に」の新たなミュージック・ビデオがYouTubeにて公開され、宇多田は歌手活動再開後初となる映像出演を果たした。また、その2週間後には楽曲「二時間だけのバカンス」でコラボした椎名林檎も出演する同曲のミュージックビデオが公開された。9月19日、宇多田は『ミュージック・ステーション』30周年記念特番『ウルトラFES 2016』にて音楽活動休止以来、約5年半ぶりの地上波への生出演を果たし、スタジオで司会のタモリと対談を行ったほか、2012年の映画『ヱヴァンゲリヲン新劇場版:Q』の主題歌に起用された「桜流し」を歌唱した。ここでも梶氏は話題を盛り上げるために動き、ヱヴァ映画制作チームにオリジナルのPV制作を依頼。9月19日の当日限定で公開し、コアファンの多い映画との連携でバズを加速させた。なお、同番組で宇多田が歌った直後、本人が登場するサントリーの南アルプス天然水のCMが流された。このCMはティザー広告となっており、音楽は流れず、宇多田ヒカルが水を飲んだ後にサントリーのロゴが表示されるだけの映像だったが、梶はこれがより話題を広げたと語っている。CM本編は4日後に公開されているが、こちらもナレーションを入れず、楽曲に集中できるようなクリエイティブとなっており、楽曲の価値と製品のブランディングの両方を向上させることに成功したという。そのほかにも、様々にプロモーション展開がなされた。2016年の9月16日から10月6日の期間で、ルミネマン渋谷とのコラボキャンペーンを実施。期間中は「Fantôme」がルミネマン渋谷をジャックする形で展開され、人気カフェ「カフェ マンドゥーカ」は「Fantôme Cafe」として、装飾に加え、アルバム収録曲を含む、宇多田ヒカルの映像や音楽を堪能することができた。梶によると、これをはじめとして、渋谷マルイのビルボードやTSUTAYA、タワーレコードでの店頭展開など、渋谷の東側を広告で埋めていきSHIBUYA109と逆方向のブランディングで差別化していたという。また梶は、「宇多田ヒカル Fantôme」という情報だけで発売日も示していないCMや広告のクリエイティブを企画。中吊りやビルボード広告についても、情報を詰め込まずに、ジャケット写真と名前、アルバム名しか載せなかった。ここにも「0.5秒くらいの接触時間ではトリガーにしかなりえない。会話のきっかけとなるビジュアルやキーワードを載せるだけでいい」という狙いがあったという。
『Fantome』は日本語歌詞の楽曲アルバムであり、最高の邦楽を作ることを目指して声と歌詞にこだわっていたため、海外で売れることは狙っていなかった。しかし、本作は結果的にアジア各国のiTunesで軒並み1位、米国でも一時3位を記録するなど国際的にヒットした。梶によるとこれは「全くの想定外だった」という。全米でのヒット理由について梶は、宇多田が海外で人気が高いSQUARE ENIXのRPG「キングダムハーツ」のタイアップ曲を手がけていたこと、過去に全米進出していたことを挙げ、コアファンが残っていたのではないかと分析している。また、宇多田が6年半前に活動を休止したとき、これまでのシングル曲をフルで公開してほしいという本人の希望でYouTubeの公式チャンネルを作って楽曲のMVを公開しており、「この6年半の間に海外からのコメントも増え、ファンが形成されていったのではないか」とも考えている。

### メディア露出

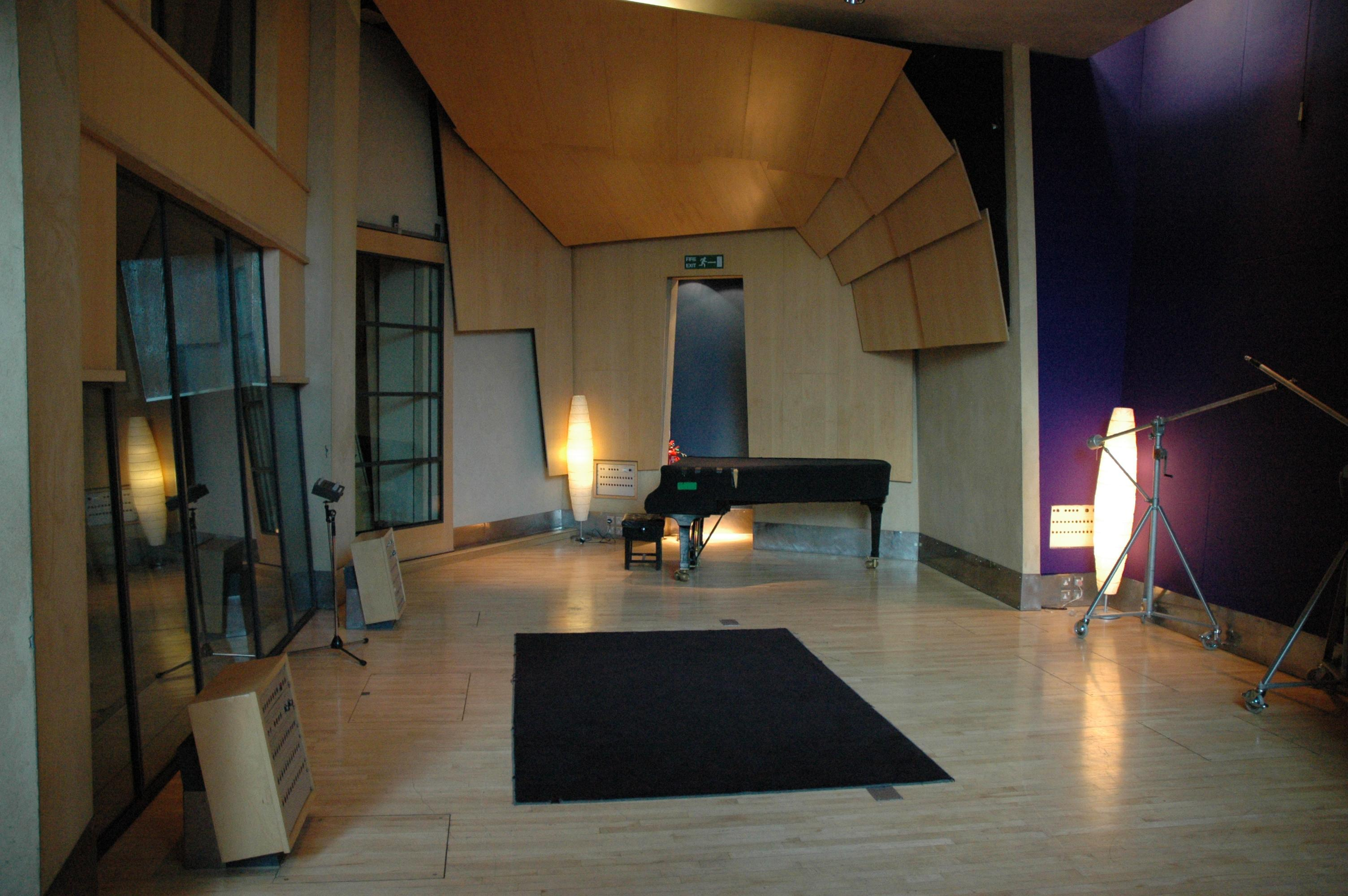
宇多田が『第67回NHK紅白歌合戦』で「花束を君に」を歌唱したメトロポリタン・スタジオ（ロンドン)

前述の『ミュージック・ステーション』への出演に加え、宇多田は9月28日のアルバム発売をまたいで次々とメディアに出演した。9月22日には、『SONGSスペシャル宇多田ヒカル〜人間・宇多田ヒカル 今『母』を歌う〜』に出演し、「花束を君に」「ともだち」「道」の3曲を披露。番組では糸井重里と初の対談も行ったほか、宇多田の音楽を尊敬しているという井上陽水がVTRで出演し、コメントを送った。なお、番組のナレーションは『とと姉ちゃん』で主演した高畑充希が務めた。アルバム発売後の9月30日には、『Love music 特別編 宇多田ヒカル 〜ライナーノーツ〜』に登場。女優の長澤まさみ、ラジオDJのクリス・ペプラー、水曜日のカンパネラのコムアイ、ハナレグミからのビデオメッセージに答える形で、アルバムなどについて心境を告白した。なお、この番組の未放送部分を追加した60分の拡大版が、11月12日にフジテレビNEXT ライブ・プレミアムにて放送された。10月に入ると、同年に「真夏の通り雨」をテーマソングとして提供した『NEWS ZERO』に出演し、その模様が5日、12日の2度にわたって放送された。番組では、メインキャスター・村尾信尚との対談が放送されたほか、自らピアノを弾きながら「真夏の通り雨」を披露した。他にも、10月11日から17日まで、本人が出演するラジオ特番『宇多田ヒカルのファントーム・アワー』が全国のAM、FM、短波を含む民放ラジオ101局で放送された。放送開始日にはradiko.jpにおいてラジオ番組を放送から1週間聞き直すことができるタイムフリー聴取機能と、現在聴いているラジオ番組を他のユーザーとシェアできるサービス「シェアラジオ」が開始された。シェアラジオ開始にあたり、「ラジオの新時代の扉を開けるにふさわしい特別な番組を作りたい」と計画していた日本民間放送連盟ラジオ委員会が宇多田に白羽の矢を立てたことから、同番組が放送されることとなったとのこと。なお、単独アーティストの番組が全国101局で放送されるのはラジオ史上初の試みである。その約2か月後の12月23日には、小田和正の『クリスマスの約束2016 』に初出演。小田との15年越しの"約束"を果たす出演となった。番組では、2人による「Automatic」、「花束を君に」、宇多田がロックアレンジを提案した「たしかなこと」の3曲のデュエットが披露された。年末には『第67回NHK紅白歌合戦』に初出場。本アルバムのレコーディングも行ったロンドンのメトロポリタン・スタジオからの生中継で「花束を君に」を披露した。

## 評価と受賞歴

### 批評
| 音楽評論家によるレビュー | 音楽評論家によるレビュー |
| レビュー・スコア         | レビュー・スコア         |
| 出典                     | 評価                     |
| ------------------------ | ------------------------ |
| encore                   | 肯定的                   |
| MANTANWEB                | 肯定的                   |
| ele-king                 | 肯定的                   |
| rockin'on                | 肯定的                   |
| Real Sound               | 肯定的                   |
| ABS-CBN                  | 9.5/10                   |
| MuuMuse                  | 肯定的                   |

- USENの音楽サイトencoreの清水浩司は、アルバム最大の特徴は作品全体を漂う「死と生の匂い」だと述べている。死の要素は想像よりも遥かに濃く、深く、作品を支配しているが、本作が素晴らしいのは、それを宇多田が音楽的に高次元のレベルで昇華しており、こんなに心地よく、美しいポップスの中で死というものを捉えた作品は近年の日本では聴いたことがないとコメント。更に、本作は「日常生活でも聴ける優れたポップアルバム」になっているという点が非常に大事だと語った[93]。
- MANTANWEBの水白京は、随所に宇多田の藤圭子への思いやいとしさ、葛藤という感情が見られるが、結婚・出産を経て自らも母となったその歌声はどこまでも穏やかで、心の陰影をそっとなぞるような優しさとしなやかさをにじませると評価している[94]。
- ele-kingの泉智は、本アルバムには、「宗教思想においては煩悩と呼ばれる愛も、諸行無常の死生観も、しなやかに飲みこんで笑ってみせる大衆音楽＝ポップスのぞっとするような力」があるとコメントした[51]。
- ロッキング・オンの小池宏和は、本作を通した宇多田ヒカルの成長を指摘。生のまま素のままの人間としてシーンに帰還した宇多田ヒカルは、以前とはまた次元の異なるポップスターへと成長を遂げたと述べた[95]。
- 音楽ジャーナリストの宇野維正は、今作がこれまでの宇多田の作品と大きく異なるのは、アルバムに収録されている11曲のうち3曲で他のアーティストとコラボレーションしていることだとし、海外のリアーナやビヨンセ、ドレイクなどのセレブリティアーティストが若い才能を多くの人に知らせることを使命や役割にしていると話したうえで、宇多田の今作でのコラボレーションは閉塞的な日本の音楽シーンの中で最も風通しのいいことだと評価。宇多田は今作の復帰で「第一線」に戻ったのではなく、またひとり「最前線」に立っていると感じるとコメントした[98]。
- 文芸評論家の杉田俊介は、印象批評の手法で、『歌＝詩』そのものに焦点を当てて宇多田の言葉のあり方に批評的に迫り、「詩人としての宇多田ヒカル」について、「日常から真理へたった2行で到達するような凄み」を指摘している[99]。また本アルバムでは、「恋愛と友情、再会と喪失、あるいは母子愛などの境界が曖昧になった中で、"ともだち"という関係性を新しく開いている」とし、杉田はそれを「幽霊的な友愛」と呼んだ[100]。
- 評論家のさやわかは、宇多田がデビューした90年代は、歌詞が描く世界観は歌い手自身の状況や心情をそのまま表したものであるという、ポピュラー音楽を"文学的"なものとして捉える傾向=「アーティスト信仰」[注 9]があったとし[101]、本アルバムもその例にもれず極めて私的な内容を扱った「文学的」な内容で、それゆえに「リスナーの心に響くもの」になっていると語った[102]。しかしその一方で、アーティストの内面やその人生を作中に込めることにこだわった、心理主義を中心とした作品評価のあり方自体が、本アルバムのセールス記録が過剰に報じられる点と相まって「90年代的」だとし[103]、このように宇多田の評価が「90年代」に縛られているとするならば、本アルバムの内容についてもまた、改めて考えるべきではないだろうかと述べた[101]。

影響に関して
- 音楽ジャーナリストの柴那典は、宇多田ヒカルが素晴らしいアルバムを作り上げたこと、そしてそれが世界的にも躍進していることは、J-POPという文化が発展してきた一つの成果と言えるとコメントした[96]。
- 音楽評論家の山崎洋一郎は、本作のリリース自体が2016年の大きなひとつの事件だとした上で、その内容が深くて重いにもかかわらず、また目立った仕掛けや派手な露出なしに作品の力だけで同年最大級のセールスを記録したことについて、宇多田ヒカルの音楽の力、歌の力によって成し遂げられることだと述べた[104]。
- ライターの内田正樹は、2016年を代表するアルバムとなった本作の様々な成果が、日本の後進のアーティストたちにとって、また宇多田自身にとって今後の希望となるだろうと述べ、また本作の真の意義は、もう暫くの歳月を重ねた後にこそあらゆる意味で明らかになっていくのではないかと付け加えた[105]。
- Real Soundは2019年の記事で、近年の日本の音楽シーンではメジャーアーティスト同士が積極的にコラボしていることに言及。そして、発売前の注目度およびリリース後の評価ともに非常に高かった本作『Fantome』で3人のタイプの異なるアーティストが参加していたことが、このような「大物」同士のコラボが続く"時代の空気"のようなものの一つのきっかけになったのではと指摘した[106]。
- 本作は、『ミュージックマガジン』2021年3月号掲載の「特集 [決定版] 2010年代の邦楽アルバム・ベスト100」にて、第12位に選ばれた[107]。ライターの廿楽玲子は選出に際してのコメントで、世界的な潮流に目を向けた音作りが日本の新世代アーティストの背中を押したとし、またコラボ相手のKOHHや小袋成彬の才能を世に知らしめた本作の功績を称賛している[107]。

海外からの批評
- ライターのカレン・フローレンスは、ABS-CBNニュースに寄稿して、最高のトラックとして「忘却」「二時間だけのバカンス」「道」を挙げ、このアルバムを彼女の「これまでで最高のアルバム」と評価した。加えてフローレンスは、「宇多田はアルバムの為に身も心も注ぐことで知られている。『Fantôme』は本物の音が彼女がアーティストとして大幅に成熟したことを示している。」とコメントした[97]。
- MuuMuse（ポルトガル語版）のブラッドリー・スターンは、最も「親しみやすく」「喜ばしい」リリースであり、「彼女の作品の中で最も巧妙で脆弱な作品」とコメントした。彼は宇多田の芸術的手腕に敬意を表し、「ともだち」「俺の彼女」「人魚」といった曲の中で、母の死に言及したことやLGBTコミュニティへの支持を表明したことを称賛した[58]。

### 受賞
| 年                  | 音楽賞                            | 結果                       | 出典                |
| アルバム『Fantome』 | アルバム『Fantome』               | アルバム『Fantome』        | アルバム『Fantome』 |
| 2016年              |                                   |                            |                     |
| ------------------- | --------------------------------- | -------------------------- | ------------------- |
| 2016年              | Amazonランキング大賞2016          | ミュージック総合1位        | [ 108 ]             |
| 2016年              | 第58回日本レコード大賞            | 最優秀アルバム賞           | [ 109 ]             |
| 2016年              | Billboard JAPAN MUSIC AWARDS 2016 | Hot Album of the Year 2016 | [ 110 ] [ 111 ]     |
| 2017年              | 第9回CDショップ大賞               | 大賞                       | [ 112 ]             |
| 2017年              | 第31回ゴールドディスク大賞        | ベスト5アルバム            | [ 113 ]             |
| 宇多田ヒカル        |                                   |                            |                     |
| 2016年              | GYAO Entertainment service Awards | 音楽部門                   | [ 114 ]             |
| 2017年              | SPACE SHOWER MUSIC AWARDS 2017    | BEST FEMALE ARTIST         | [ 115 ]             |
| 2017年              | SPACE SHOWER MUSIC AWARDS 2017    | BEST NEW VISION            | [ 115 ]             |

## チャート成績
『Fantôme』は、フラゲ日の9月27日に87,088枚を売り上げ、9月28日付けのオリコンデイリーチャートで初登場1位。発売日となる28日には、49,728枚を売り上げた。その後の1週間の売上推移は、29日（木）27,782枚　→　30日（金）25,038枚　→　10月1日（土）28,899枚　→　2日（日）32,065枚となり、結果的に10月10日付けのオリコン週間チャートで初動25.3万枚を売上げ、初登場1位とを獲得した。アルバムでの首位獲得は『Utada Hikaru SINGLE COLLECTION VOL.2』以来、5年10か月ぶり通算8作目。オリジナル作品としては、デビュー・アルバム『First Love』から6作連続6作目となった。2週目も勢いを落とすことなく週間10.4万枚を売り上げ、10月17日付オリコン週間アルバムチャートで2週連続の首位を記録。3週目も週間売上6.3万枚の高水準を維持し、10月24日付のオリコン週間チャートで3週連続1位を獲得する。そして、続く10月31日付のオリコン週間チャートでは発売4週目にして4.6万枚を売り上げ、『Utada Hikaru SINGLE COLLECTION VOL.1』（2004年3月発売）と並ぶ自身2度目の4週連続1位を記録。オリジナル盤としてはコブクロの「5296」（2007年12月発売：最高4週連続）が2008年1月21日付で達成して以来、8年9か月ぶりの快挙となった。11月14日付けよりオリコンが新たに開始したデジタルアルバムチャートにおいても1位を獲得した。また、Billboard Japanのチャートでも、CD、ダウンロード、総合、ともに4週連続1位を獲得。ダウンロード部門では発売から7週連続首位を記録している。紅白出場後の週では、1.2万枚を記録し3位に浮上、累計売上枚数は60万枚に到達した。その後もロングヒットを続け、最終的に発売から17週連続でBillboard Japan Hot AlbumsのTOP10にチャートインし続けた。
本作は、9月リリースであったにもかかわらず、「Billboard Japan Hot Albums」で年間首位を獲得、オリコンの年間アルバムランキングでは3位を記録した。宇多田は、「8年ぶりのアルバムが様々な形態で沢山の人に届いたということがとても嬉しいです。ありがとうございました。」とコメントした。これで、Billboard Japanとオリコンを合わせると自身5度目の年間首位獲得となった。また、「レコチョク」や「Mora」「music.jp」「Amazon Music」「VICTOR STUDIO HD-MUSIC.」といった配信サイトでも軒並み年間首位を獲得。『Amazonランキング大賞2016』では「ミュージック総合」で首位を獲得し、タワーレコード年間チャート「2016 ベストセラーズ」の＜邦楽 アルバム TOP20＞でも1位となった。なお本作は、翌年に入ってもレンタル部門を中心に超ロングヒットを続け、発売翌年の2017年のBillboard Japan年間アルバムチャートで11位、その翌年の2018年の年間チャートでは86位をマークしている。
iTunes Storeでは、日本、フィンランド、スロベニアと7つのアジアの地域で初登場1位を獲得したほか、アメリカ合衆国では最高位3位を記録した。また、19の国と地域で上位10位以内に入り、上位20位以内に入った国/地域の数は27となった。オンラインメディアによると、これは宇多田の作品の中で最も国際的に成功を収めたアルバムであり、2004年の『エキソドス』、2009年の『ディス・イズ・ザ・ワン』を超える成績である。米Billboardのワールド・アルバム・チャートでは初の1位を獲得。
フランスのアルバム・ダウンロード・チャートでも初登場64位を記録した。宇多田のアルバムが、アジア圏とアメリカ合衆国以外のチャートに入るのは、これが初。本作は、2017年1月にはCD出荷枚数とデジタル配信をあわせて100万枚の売上を達成した。これで宇多田はデビュー以来発表したすべてのオリジナルアルバムがミリオンセールスを達成したということになる。

## 収録曲
- 全曲 作詞・作曲・プロデュース：宇多田ヒカル（※特記以外）[134]

1. 道 (3:36)
『二時間だけのバカンス feat.椎名林檎』と同時に先行配信された。
サントリー食品インターナショナル・サントリー天然水「水の山行ってきた南アルプス」篇CFソング（約6年振りの本人出演CM）[135]。
2. 俺の彼女 (5:04)
ストリングスアレンジ：サイモン・ヘイル、宇多田ヒカル
3. 花束を君に (4:40)
ストリングスアレンジ：サイモン・ヘイル、宇多田ヒカル
4作目の配信限定シングル。
NHK連続テレビ小説『とと姉ちゃん』主題歌。
4. 二時間だけのバカンス featuring 椎名林檎 (4:42)
ストリングスアレンジ：サイモン・ヘイル、宇多田ヒカル
『道』と同時に先行配信された。
「レコチョク」CMソング。
5. 人魚 (4:16)
「大エルミタージュ美術館展 オールドマスター 西洋絵画の巨匠たち」テーマソング（アルバム発売後に発表）[136]。
6. ともだち with 小袋成彬 (4:22)
ブラスアレンジ：宇多田ヒカル
7. 真夏の通り雨 (5:38)
ストリングスアレンジ：宇多田ヒカル
5作目の配信限定シングル。
日本テレビ系『NEWS ZERO』エンディングテーマ。
8. 荒野の狼 (4:34)
9. 忘却 featuring KOHH (5:05)
作詞・作曲：宇多田ヒカル、Chiba Yuki[注 10]
10. 人生最高の日 (3:10)
11. 桜流し (4:40)
作曲：宇多田ヒカル・Paul Carter（英語版）/編曲：宇多田ヒカル・Paul Carter・河野圭 (弦編曲)
3作目の配信限定シングル。
カラー・ティ・ジョイ配給映画『ヱヴァンゲリヲン新劇場版:Q』テーマソング。

## クレジット

### エンジニア
- Steve Fitzmaurice：Recording（tracks 1-6)・Mixing（tracks 1-10)
- 松井敦史：Recording（tracks 4-7,9-11)
- 小森雅仁：Vocal Recording (tracks 1-10)
- 井上うに：Vocal Recording (track 4)
- Goetz B.：Mixing (track 11)
- Daren Heelis：Additonal Engineering (all tracks)
- Tom Conye（英語版）：Mastering (all tracks)

### 演奏
| 道 - 宇多田ヒカル：All Vocals・Programming - Alexis Smith, Joe Henson：Additional Programming - Nick Meier：Guitar 俺の彼女 - 宇多田ヒカル：All Vocals・Programming - Ian Thomas：Drums - Andy Waterworth：Double Bass - Ben Parker：Guitar - Simon Hale：Acoustic Piano・Conductor - Everton Nelson：Strings Leader 花束を君に - 宇多田ヒカル：All Vocals - Ian Thomas：Drums - Ben Parker：Electric Bass・ギター - Simon Hale：Acoustic Piano・Conductor - Daren Heelis, Steve Fitzmaurice：Additional Drum Programming・Percussion - Everton Nelson：Strings Leader 二時間だけのバカンス featuring 椎名林檎 - 椎名林檎：Featured Artist - 宇多田ヒカル：Vocals・Programming - Sylvester Earl Harvin：Drums・Drum Machine - Jodi Milliner：Electric Bass - Ben Parker, 田中義人：Guitar - Daren Heelis, Steve Fitzmaurice：Additonal Drum Programming - Simon Hale：Conductor - Everton Nelson：Strings Leader 人魚 - 宇多田ヒカル：All Vocals - Ian Thomas, Sylvester Earl Harvin：Drums - 朝川朋之：Harp ともだち with 小袋成彬 - 小袋成彬：Featured Artist - 宇多田ヒカル：Vocals・Programming - 田中義人：Acoustic Guitar - Francis Hylton：Electric Bass - Will Fry：Percussion - Daren Heelis・Steve Fitzmaurice：Additional Drum Programming - Sid Gauld：Brass Leader・Trumpet - Andy Panayi：Tenor Saxphone - Mark Nightingale：Trombone | 真夏の通り雨 - 宇多田ヒカル：All Vocals・Programming - 玉田豊夢：Drums - 山口寛雄：Electric Bass - 河野圭：Band Leader・Acoustic Piano・Conductor - Steve Fitzmaurice：Additional Drum Programming - Daren Heelis：Additional Drum Programming・Synth Bass - 須原杏：Strings Leader 荒野の狼 - 宇多田ヒカル：All Vocals・Programming - Sylvester Earl Harvin：Drums - Jodi Milliner：Electric Bass - Ben Parker：Electric Guitar - Simon Hale：Acoustic Piano・Wulitzer・Conductor - Daren Heelis, Steve Fitzmaurice：Additional Drum Programming - Everton Nelson：Strings Leader - Sid Gauld：Brass Leader・Trumpet - Andy Panayi：Tenor Saxphone - Mark Nightingale：Trombone 忘却 featuring KOHH - KOHH：Featured Artist - 宇多田ヒカル：Vocals・Programming - 山口寛雄：Electric Bass - Sylvester Earl Harvin：Drums 人生最高の日 - 宇多田ヒカル：All Vocals・Programming - Sylvester Earl Harvin：Drums - Ben Parker：Electric Bass・Guitar - Daren Heelis：Synth Bass・Additonal Drum Programming - Steve Fitzmaurice：Additional Drum Programming 桜流し - 宇多田ヒカル：All Vocals・Programming - Paul Carter：Piano・Programming - 河野圭：Band Leader・Conductor - 小笠原拓海：Drums - 種子田健：Electric Bass - 今剛：Electric Guitar - 雨宮麻未子：Strings Leader |

## チャートと売上
| 国/地域  | チャート（2016年）                 | 最高 順位 | 出典    |
| -------- | ---------------------------------- | --------- | ------- |
| 日本     | 週間アルバム (オリコン)            | 1         | [ 2 ]   |
| 日本     | デジタルアルバム (オリコン)        | 1         | [ 121 ] |
| 日本     | Hot Albums (Billboard JAPAN)       | 1         | [ 3 ]   |
| 日本     | Top Albums Sales (Billboard JAPAN) | 1         | [ 3 ]   |
| アメリカ | World Albums (Billboard)           | 1         | [ 4 ]   |
| フランス | Digital Albums (SNEP)              | 64        | [ 6 ]   |
| 韓国     | 週間アルバム (ガオン)              | 47        | [ 5 ]   |
| 韓国     | 国際週間 (ガオン)                  | 5         | [ 137 ] |
| 台湾     | Combo Chart (G-Music)              | 2         | [ 138 ] |
| 台湾     | East Asian Chart (G-Music)         | 1         | [ 138 ] |

| 国/地域  | 年間チャート                             | 順位   | 出典    |
| 2016年   | 2016年                                   | 2016年 | 2016年  |
| -------- | ---------------------------------------- | ------ | ------- |
| 日本     | 年間アルバム（オリコン)                  | 3      | [ 7 ]   |
| 日本     | Hot Albums (Billboard JAPAN)             | 1      | [ 8 ]   |
| アメリカ | World Albums (Billboard)                 | 12     | [ 9 ]   |
| 2017年   |                                          |        |         |
| 日本     | 年間アルバム（オリコン)                  | 34     | [ 139 ] |
| 日本     | Hot Albums (Billboard JAPAN)             | 11     | [ 140 ] |
| 日本     | Download Albums (Billboard JAPAN)        | 5      | [ 10 ]  |
| 2018年   |                                          |        |         |
| 日本     | Hot Albums of the Year (Billboard JAPAN) | 86     | [ 11 ]  |
| 日本     | Download Albums (Billboard JAPAN)        | 89     | [ 141 ] |

| 国/地域         | 認定             | 売上         | 出典            |
| --------------- | ---------------- | ------------ | --------------- |
| 日本 (RIAJ)     | トリプルプラチナ | 702,000 (CD) | [ 142 ] [ 143 ] |
| 日本 (RIAJ)     | ゴールド         | 220,000 (DL) | [ 144 ] [ 145 ] |
| 韓国 (Gaon)     | N/A              | 625          | [ 146 ]         |
| アメリカ (RIAA) | N/A              | 3,500        | [ 147 ]         |
| ストリーミング  |                  |              |                 |
| 中国 (QQ音楽)   | N/A              | 277,334      | [ 148 ]         |
| 合算（CD+DL)    |                  |              |                 |
| 日本            | N/A              | 922,000      | N/A             |
| 全世界          | N/A              | 1,000,000    | [ 145 ]         |

### 収録曲
| 年                                          | チャート                                     | 最高 順位  | 出典       |
| 「桜流し」                                  | 「桜流し」                                   | 「桜流し」 | 「桜流し」 |
| ------------------------------------------- | -------------------------------------------- | ---------- | ---------- |
| 2012年                                      | Hot 100 (Billboard Japan)                    | 2          | [ 149 ]    |
| 2012年                                      | Adult Contemporary Airplay (Billboard Japan) | 2          | [ 150 ]    |
| 2012年                                      | Hot Animation (Billboard Japan)              | 1          | [ 151 ]    |
| 2012年                                      | World Digital Song Sales (US Billboard)      | 2          | [ 152 ]    |
| 2014年                                      | Download Songs (Billboard Japan)             | 93         | [ 153 ]    |
| 2016年                                      | Hot 100 (Billboard Japan)                    | 15         | [ 154 ]    |
| 2016年                                      | Radio Songs (Billboard Japan)                | 3          | [ 155 ]    |
| 2017年                                      | Streaming Songs (Billboard Japan)            | 87         | [ 156 ]    |
| 「花束を君に」                              |                                              |            |            |
| 2016年                                      | Hot 100 (Billboard Japan)                    | 2          | [ 157 ]    |
| 2016年                                      | Download Songs (Billboard Japan)             | 1          | [ 158 ]    |
| 2016年                                      | Radio Songs (Billboard Japan)                | 1          | [ 158 ]    |
| 2017年                                      | Streaming Songs (Billboard Japan)            | 4          | [ 156 ]    |
| 「真夏の通り雨」                            |                                              |            |            |
| 2016年                                      | Hot 100 (Billboard Japan)                    | 5          | [ 159 ]    |
| 2016年                                      | Download Songs (Billboard Japan)             | 2          | [ 160 ]    |
| 2016年                                      | Radio Songs (Billboard Japan)                | 23         | [ 160 ]    |
| 2017年                                      | Streaming Songs (Billboard Japan)            | 45         | [ 156 ]    |
| 「道」                                      |                                              |            |            |
| 2016年                                      | Hot 100 (Billboard Japan)                    | 5          | [ 161 ]    |
| 2016年                                      | Download Songs (Billboard Japan)             | 3          | [ 162 ]    |
| 2016年                                      | Radio Songs (Billboard Japan)                | 1          | [ 162 ]    |
| 2017年                                      | Streaming Songs (Billboard Japan)            | 61         | [ 156 ]    |
| 「二時間だけのバカンス featuring 椎名林檎」 |                                              |            |            |
| 2016年                                      | Hot 100 (Billboard Japan)                    | 23         | [ 161 ]    |
| 2016年                                      | Download Songs (Billboard Japan)             | 14         | [ 163 ]    |
| 2016年                                      | Radio Songs (Billboard Japan)                | 7          | [ 163 ]    |
| 「忘却 featuring KOHH」                     |                                              |            |            |
| 2016年                                      | Download Songs (Billboard Japan)             | 38         | [ 164 ]    |
| 2016年                                      | Radio Songs (Billboard Japan)                | 76         | [ 164 ]    |
| 「ともだち with 小袋成彬」                  |                                              |            |            |
| 2016年                                      | Download Songs (Billboard Japan)             | 49         | [ 165 ]    |
| 2016年                                      | Radio Songs (Billboard Japan)                | 41         | [ 165 ]    |
| 「人生最高の日」                            |                                              |            |            |
| 2016年                                      | Download Songs (Billboard Japan)             | 90         | [ 166 ]    |
| 「荒野の狼」                                |                                              |            |            |
| 2016年                                      | Download Songs (Billboard Japan)             | 93         | [ 167 ]    |

| 年             | 楽曲             | 年間チャート    | 年間チャート    | 年間チャート    | 年間チャート    | 年間チャート    | 年間チャート |
| 年             | 楽曲             | Billboard Japan | Billboard Japan | Billboard Japan | Billboard Japan | Billboard Japan | iTunes       |
| 年             | 楽曲             | Hot 100         | DL              | Stream          | Radio           | Anime           | iTunes       |
| -------------- | ---------------- | --------------- | --------------- | --------------- | --------------- | --------------- | ------------ |
| 2012年         | 「桜流し」       | -               | -               | -               | -               | 15              | 5            |
| 2013年         | 「桜流し」       | 52              | -               | -               | -               | 6               | 62           |
| 2016年         | 「花束を君に」   | 27              | 4               | -               | 10              | -               | 2            |
| 2016年         | 「真夏の通り雨」 | -               | 20              | -               | -               | -               | 24           |
| 2016年         | 「道」           | 66              | 29              | -               | 4               | -               | 12           |
| 2017年         |                  |                 |                 |                 |                 |                 |              |
| 「花束を君に」 | -                | 44              | -               | -               | -               | 79              |              |
| 「道」         | -                | 77              | -               | -               | -               | -               |              |
| 2018年         | 「花束を君に」   | -               | -               | 47              | -               | -               | -            |

| 国/地域                                     | 認定               | 売上          | 出典       |
| 「桜流し」                                  | 「桜流し」         | 「桜流し」    | 「桜流し」 |
| ------------------------------------------- | ------------------ | ------------- | ---------- |
| 日本 (RIAJ)                                 | ダブル・プラチナ   | 600,000（DL)  | [ 180 ]    |
| 「花束を君に」                              |                    |               |            |
| 日本 (RIAJ)                                 | トリプル・プラチナ | 750,000* (DL) | [ 181 ]    |
| 「真夏の通り雨」                            |                    |               |            |
| 日本 (RIAJ)                                 | プラチナ           | 250,000*      | [ 182 ]    |
| 「道」                                      |                    |               |            |
| 日本 (RIAJ)                                 | プラチナ           | 250,000*      | [ 183 ]    |
| 「二時間だけのバカンス featuring 椎名林檎」 |                    |               |            |
| 日本 (RIAJ)                                 | ゴールド           | 100,000       | [ 184 ]    |

## リリース日一覧
| 国/地域 | 日付          | 形式             | レーベル                              | 出典    |
| ------- | ------------- | ---------------- | ------------------------------------- | ------- |
| 全世界  | 2016年9月28日 | ダウンロード配信 | UNIVERSAL MUSIC JAPAN・Virgin Records | [ 185 ] |
| 日本    | 2016年9月28日 | SHM-CD           | UNIVERSAL MUSIC JAPAN・Virgin Records | [ 186 ] |
| 台湾    | 2016年9月30日 | CD               | UNIVERSAL MUSIC TAIWAN                | [ 187 ] |
| 中国    | 2017年1月11日 | CD               | UNIVERSAL MUSIC CHINA                 | [ 188 ] |